# هندباء (خضار)

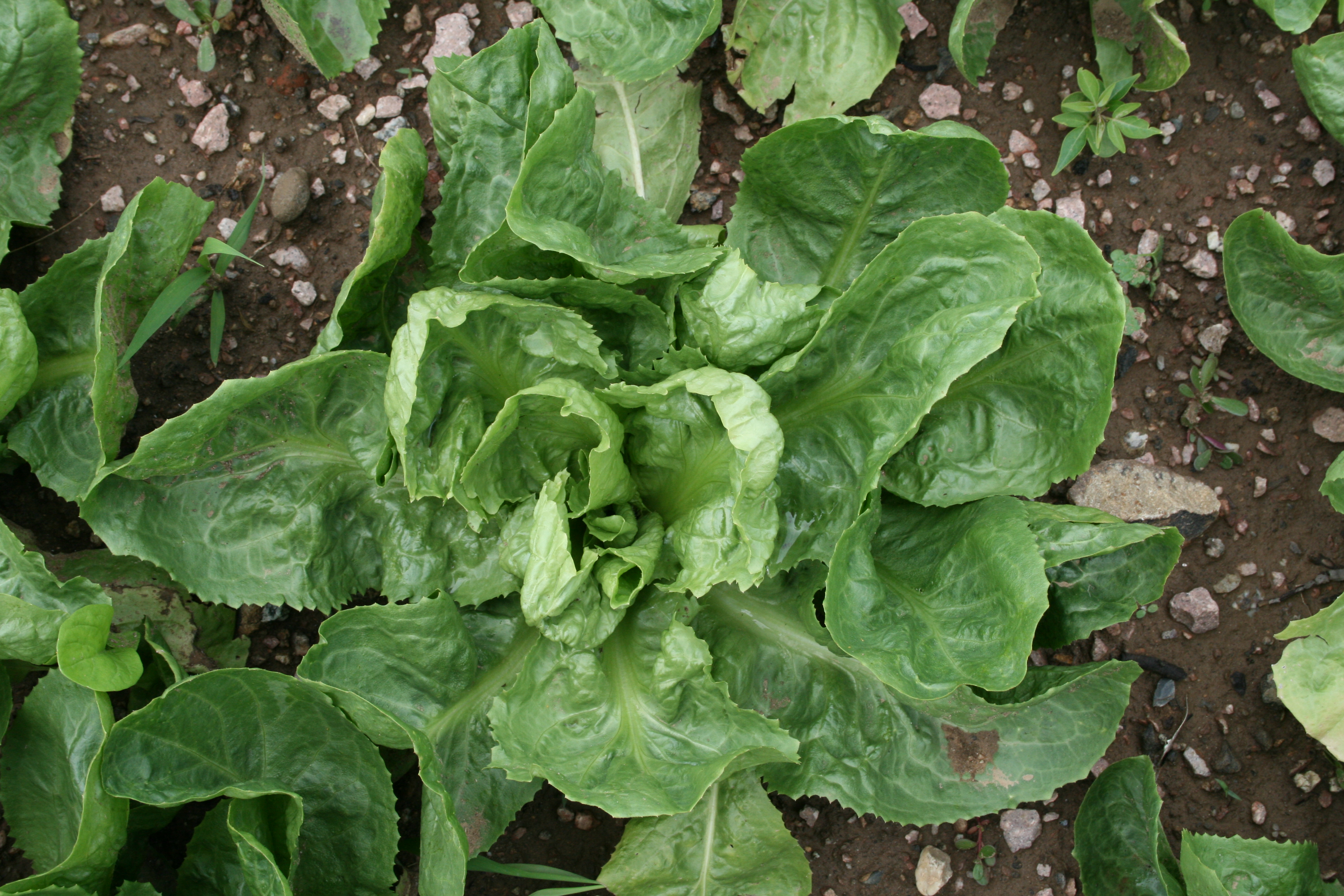
صنف من الهندباء عريضة الأوراق من نوع هندباء أنديفية

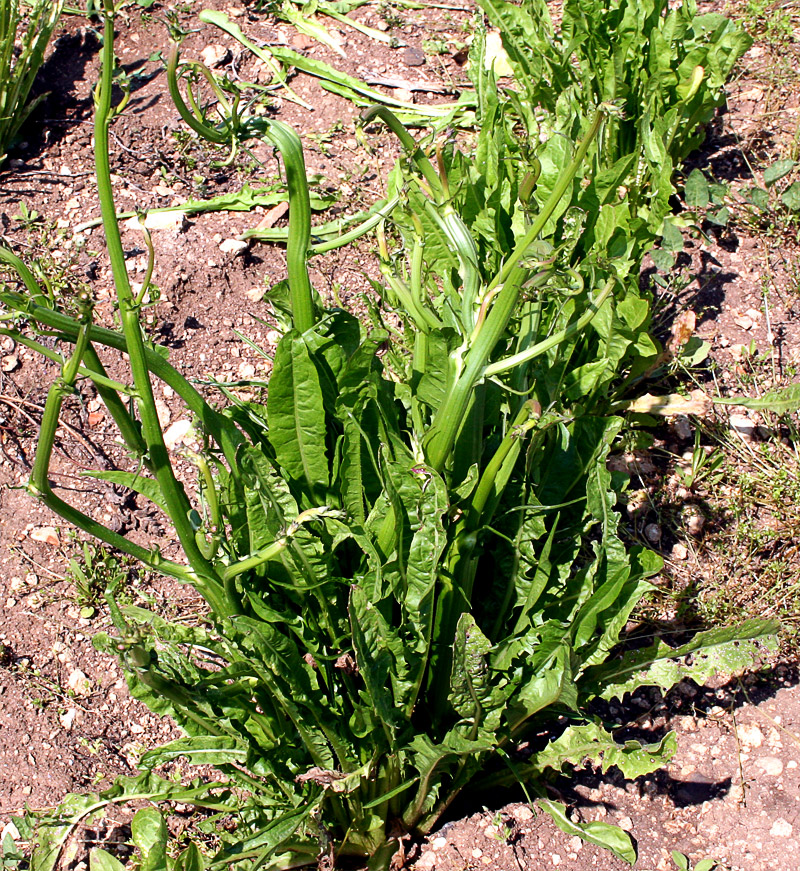
أحد أصناف الهندباء المتوارثة من نوع Cichorium intybus

الهندباء (بالإنجليزية: Endive)‏ خضار ورقية ينتمي إلى جنس الهندباء، والذي يتضمن العديد من الخضروات ذات الأوراق المرة المماثلة. تشمل الأنواع هندباء أنديفية، والهندباء القزمة، والهندباء البرية. تشمل الهندباء أنواعًا مثل راديكيو،وبونتاريلي، والهندباء البلجيكية.
هناك ارتباك كبير بين الهندباء الأنديفية والهندباء البرية.

## الهندباء الأنديفية(باللاتينية:Cichorium endivia)
هناك نوعان رئيسيان من الهندباء الأنديفية المزروعة:
- الهندباء المجعدة أو الفريزية (var. crispum). يتميز هذا النوع بأوراق خارجية ضيقة، خضراء، مجعدة. يُطلق عليه أحيانًا اسم الهندباء في الولايات المتحدة ويُطلق عليه اسم الهندباء الفريزية (بالفرنسية: chicorée frisée)‏ بالفرنسية. وينتج المزيد من الارتباك عن حقيقة أن كلمة فريزي (بالفرنسية: frisée)‏ تشير أيضًا إلى الخضروات المذبلة قليلاً بالزيت.
- الهندباء عريضة الأوراق (var. latifolia) لها أوراق عريضة خضراء شاحبة وهي أقل مرارة من الأصناف الأخرى. تشمل الأصناف أو الأسماء الهندباء الباتافية عريضة الأوراق، والغرومولو، والسكارولا، والسكارول. تُستهلك مثل الخضروات الأخرى، مقليةً، أو مقطعةً إلى حساءات ويخنات، أو جزءً من سلطة خضراء.

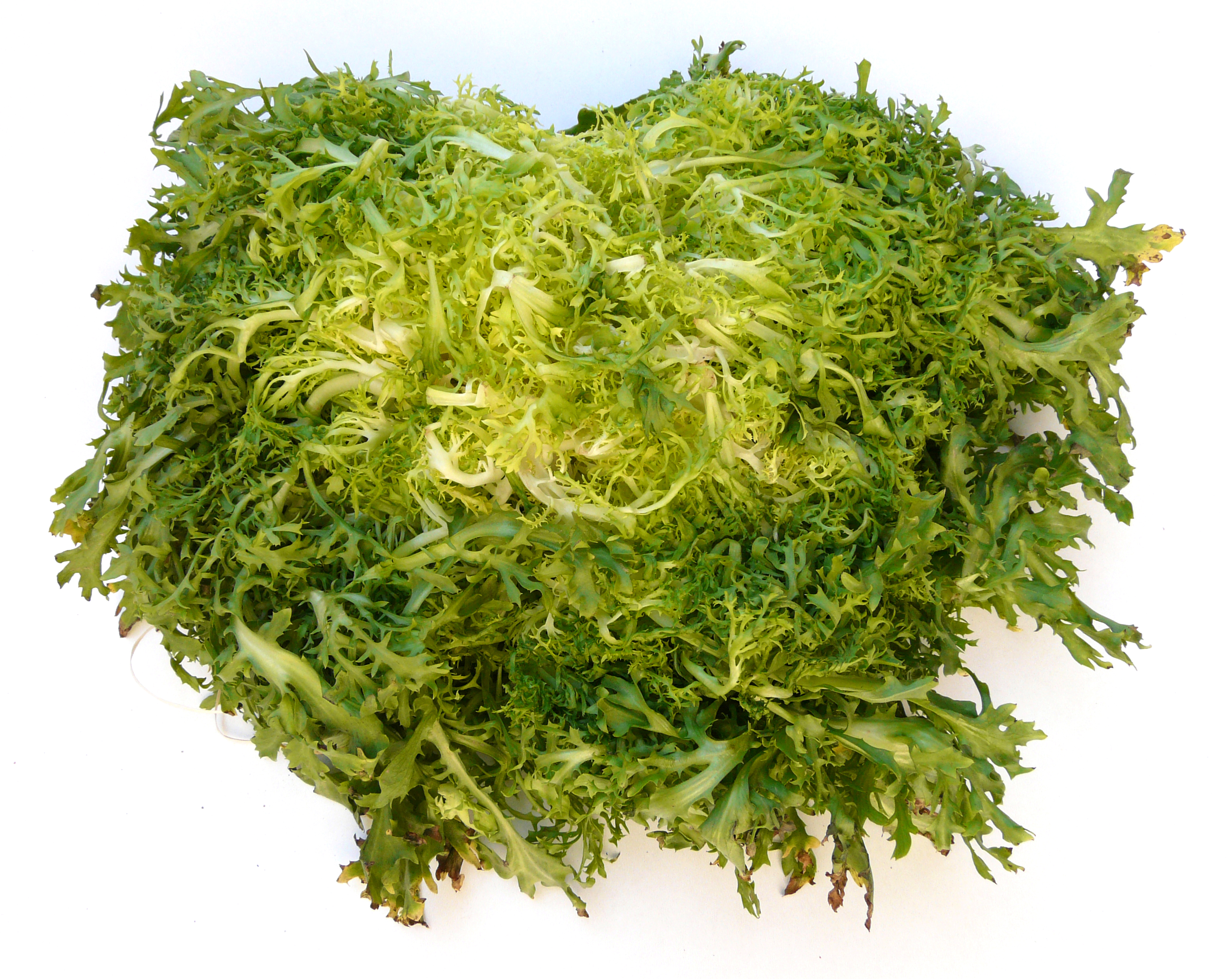
فريزيه

## الهندباء البرية(باللاتينية:Cichorium intybus)
يحظى نبات الهندباء البرية بشعبية كبيرة في أوروبا، ويُعرف أيضًا باسم الهندباء الورقية.

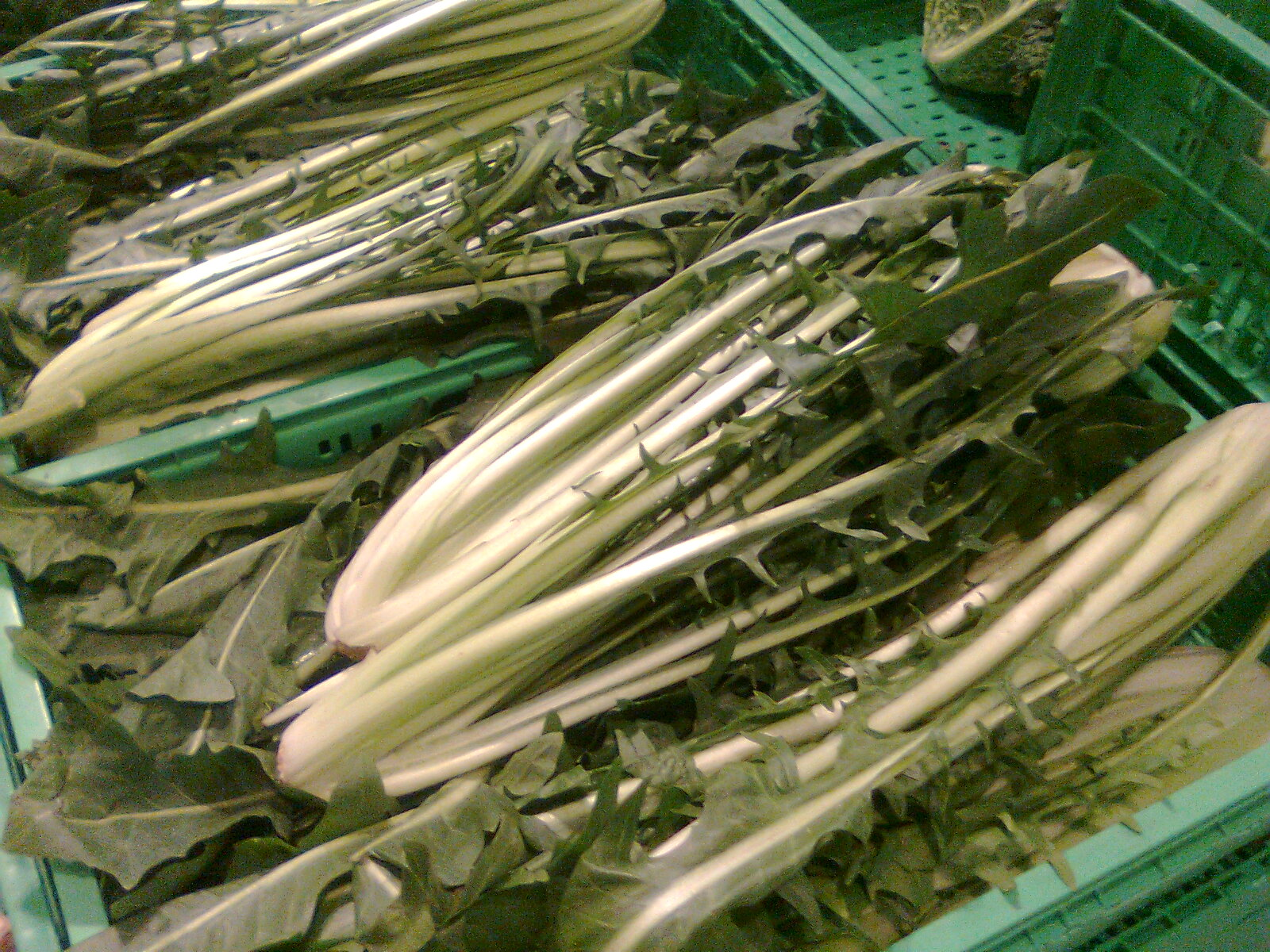
كاتالونيا، وتسمى أيضًا الهندباء الهليونية
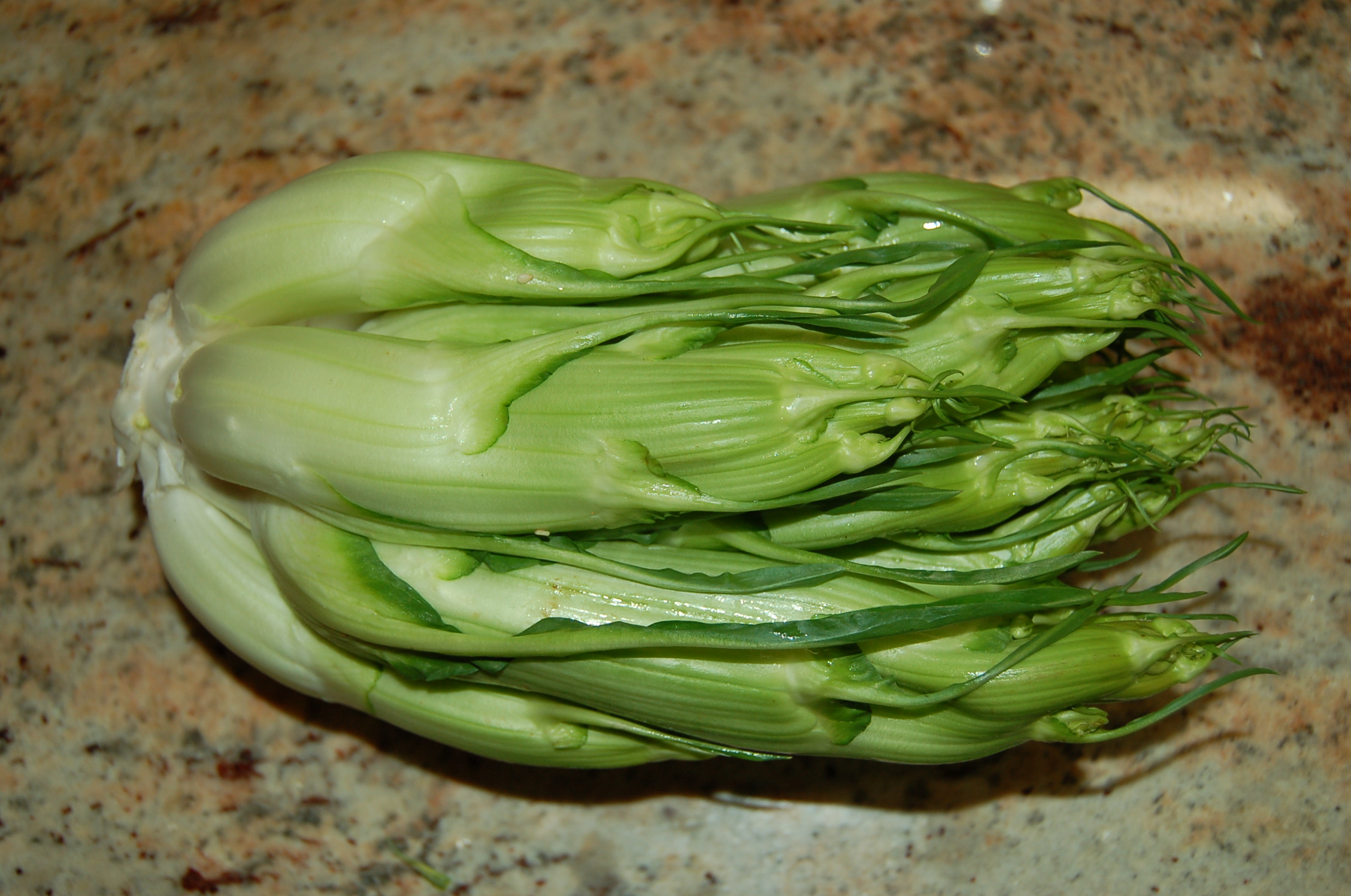
بونتاريلي، سيقان مركزية ثمينة من نبات الهندباء الكاتالونية
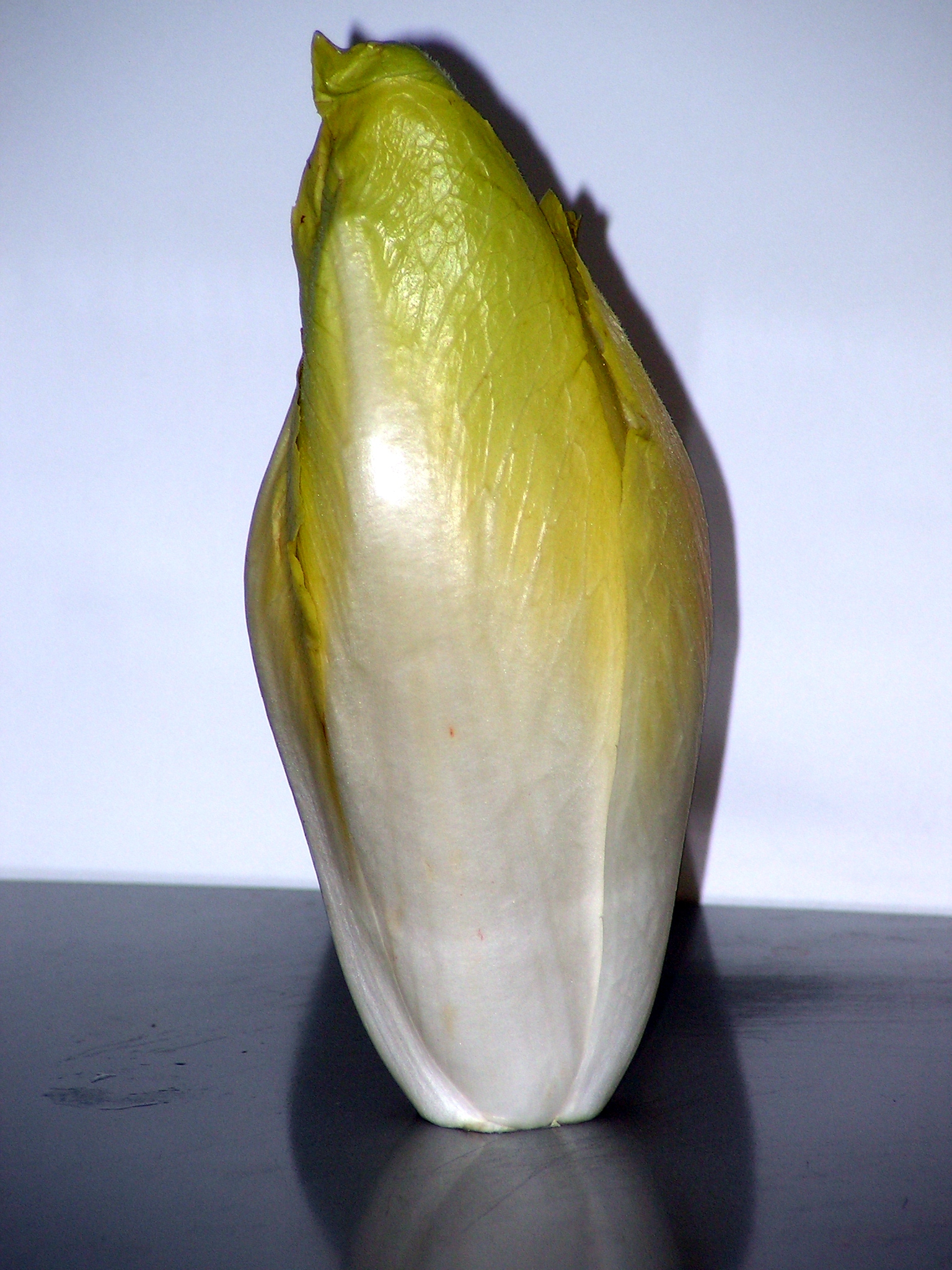
الهندباء البلجيكية

## المكونات الكيميائية
تحتوي الهندباء على عديد الفيتامينات والمعادن، وخاصة حمض الفوليك والفيتامينات أ وك، كما أنها غنية بالألياف. ويحتوي أيضًا على الكايمبفيرول.